# 伏虎武松
《伏虎武松》是2020年崔炎龙执导的武侠片，讲述的是北宋年间武松（袁福福 饰）的故事。該電影於2020年5月8日在騰訊視頻上播出。